# Javine Hylton
Javine Hylton, född 27 december 1981 i London, är en brittisk sångerska. 

## Eurovision Song Contest
Javine Hylton vann den engelska uttagningen till Eurovision Song Contest 2005 i Kiev, där hon vann över storfavoriten Katie Price. Hyltons bidrag Touch My Fire hade influenser från Mellanöstern. Hon var vinsttippad före den europeiska finalen, men efter några falsktoner under finalkvällen hamnade hon på 21:a plats, vilket är Storbritanniens tredje sämsta resultat efter Scooch som representerade landet 2007 och Jemini som blev sist 2003.

## Början av karriären
Hyltons karriär tog rejäl fart när hon 2002 sjöng för en jury i TV-showen Popstars i England där hon lätt gick vidare och fick goda omdömen av alla i juryn. Showens mål var att hitta fem sångerskor som skulle sjunga i bandet Girls Aloud. Hylton blev dock inte en av de fem vinnarna.

## Skivkontrakt
Javine Hylton fick efter att hon lämnat programmet skivkontrakt som soloartist och har haft ett flertal hitsinglar i England.